# مینانی
مینانی (به چکی: Měňany) یک منطقهٔ مسکونی در جمهوری چک است که در ناحیه بروون واقع شده‌است. مینانی ۸٫۱۵ کیلومتر مربع مساحت و ۲۷۹ نفر جمعیت دارد و ۳۱۸ متر بالاتر از سطح دریا واقع شده‌است.